# Prora

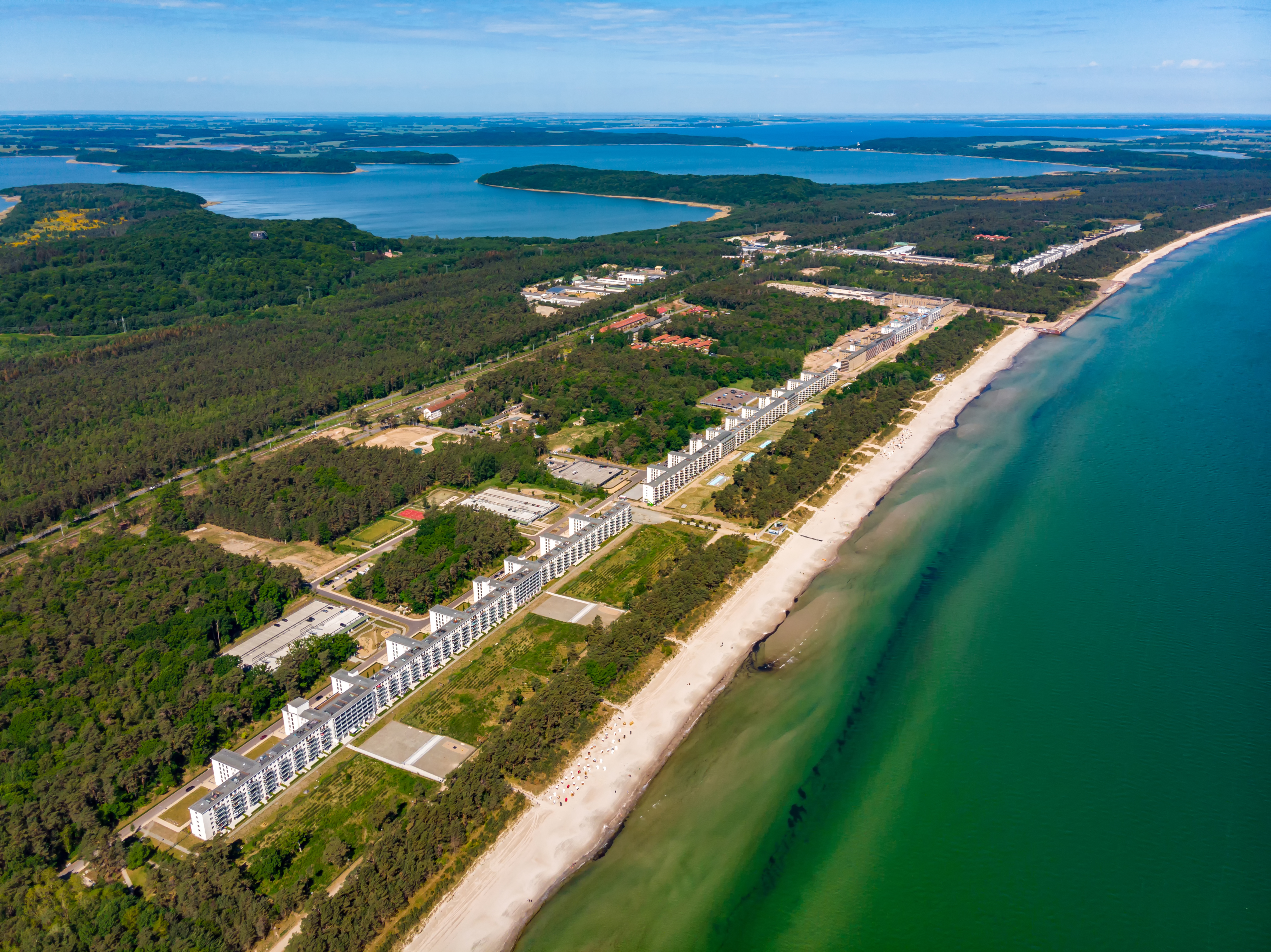
Prora (2020)

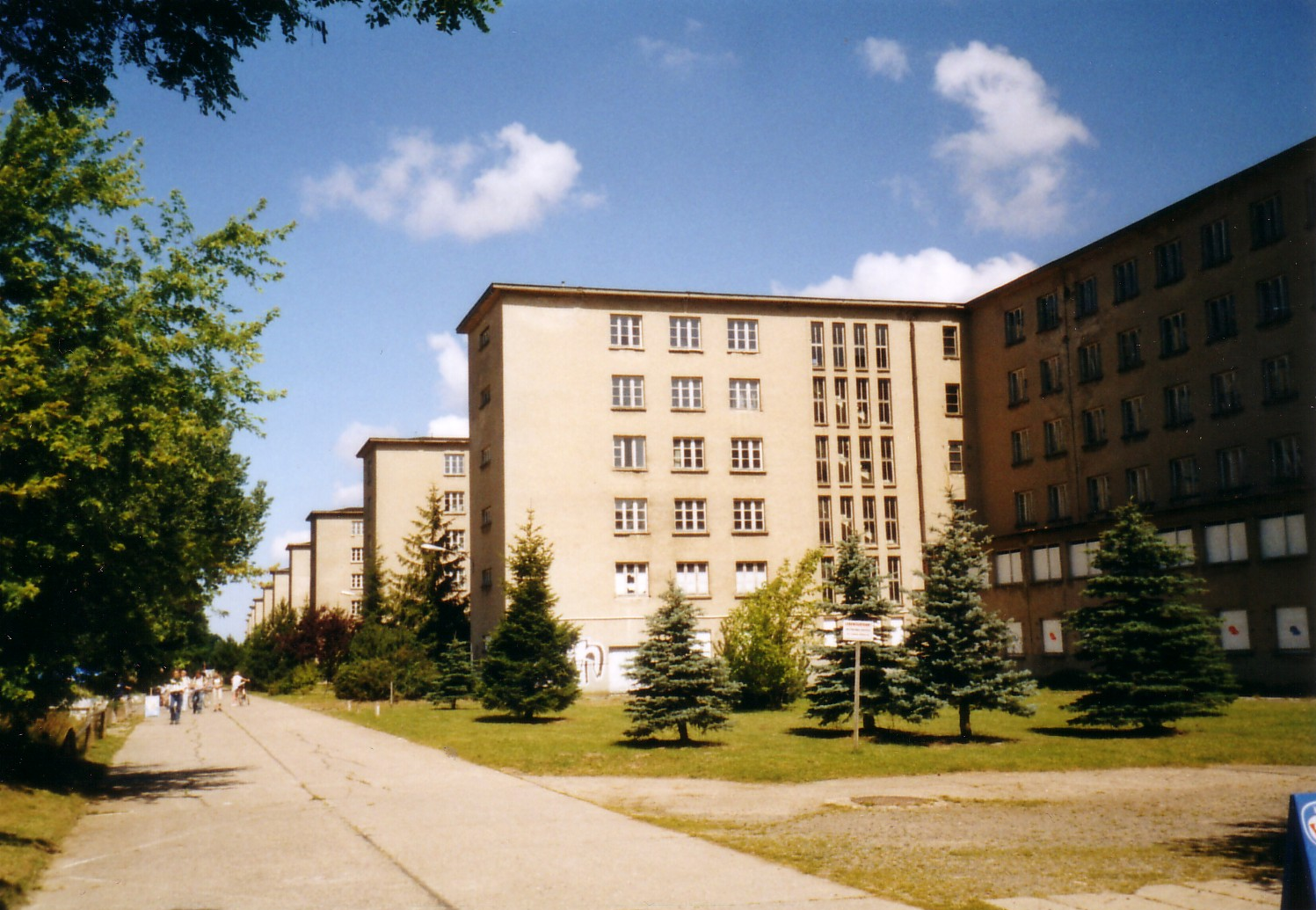
De "kolos van Prora" aan landzijde

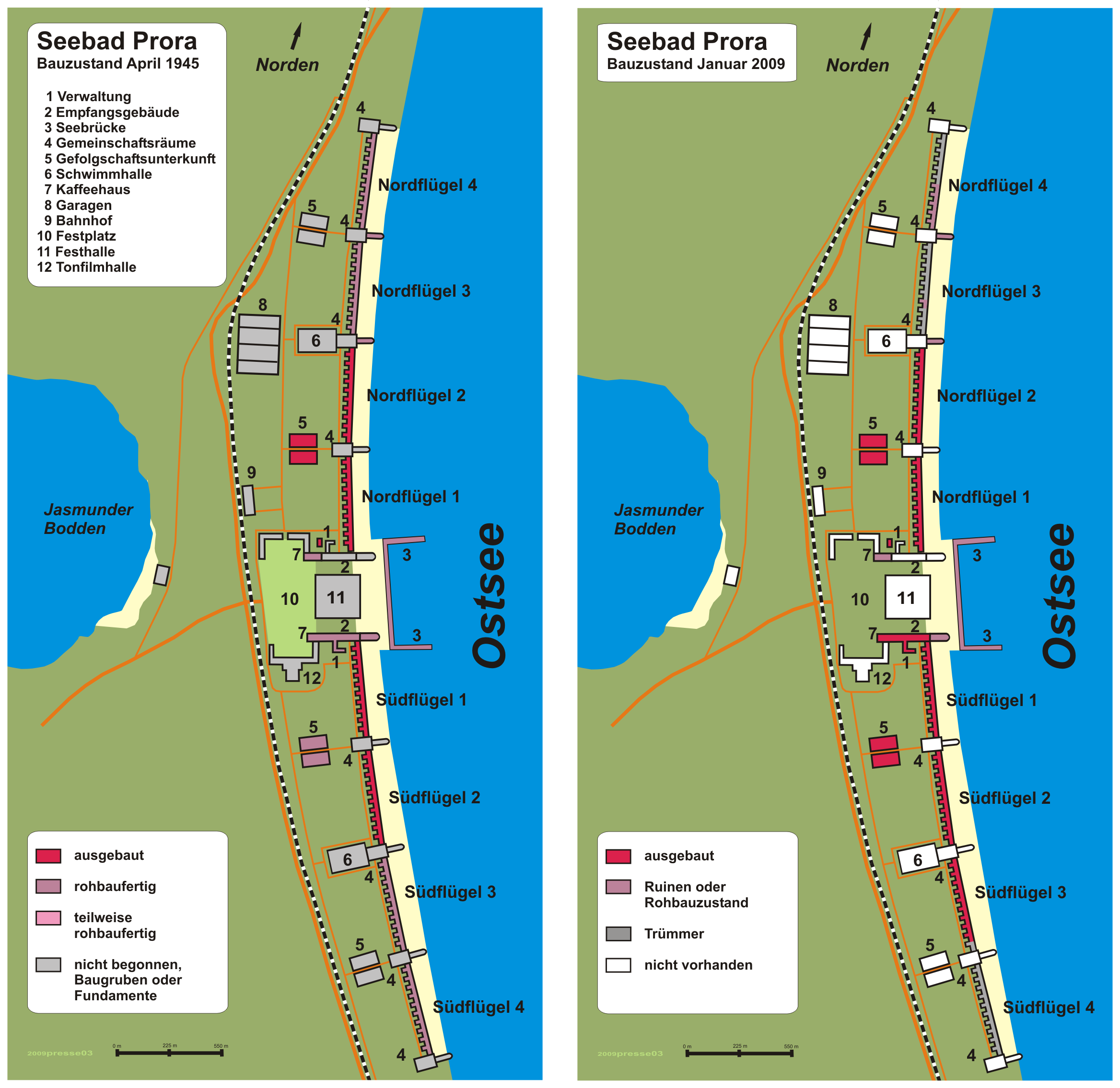
Bouwtoestand in april 1945 en januari 2009

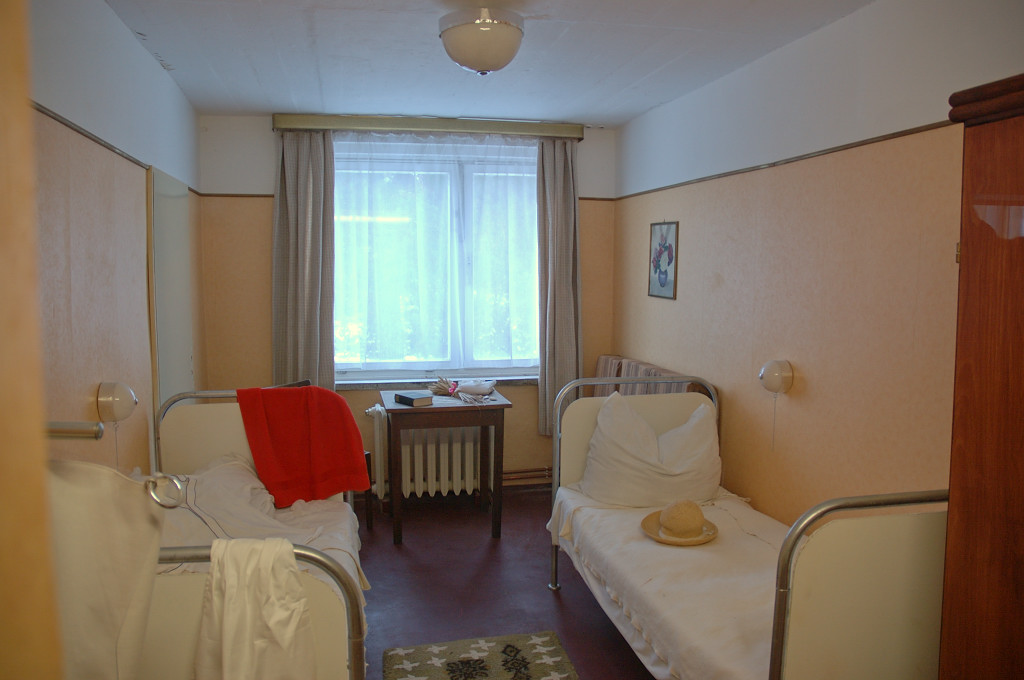
Kopie van een kamer in de Kraft durch Freude-tijd

Prora is een plaatsje op het Duitse eiland Rügen aan de baai Prorer Wiek, tussen Sassnitz en Binz onder het bestuur van Binz. Het is ook de naam van een omstreden nazi-bouwproject uit de jaren ‘30 van de twintigste eeuw, dat sinds 1994 beschermd wordt als herdenkingsmonument.

## Situering

### Vroege geschiedenis
De naam Prora wordt in 1577 voor het eerst vermeld. Met "Proase" werd destijds een heuvelrij op de Schmale Heide bedoeld. Einde 18e eeuw ontstond op Prora een kleine nederzetting. Eind 19e eeuw werd hier een landhuis gebouwd.

### Seebad Rügen

#### Algemeen
Op 30 juli 1935 droeg Max von Veltheim, hertog van Putbus, een zeven kilometer lange kuststrook met 22 ha land van zijn gebied over aan het Deutsche Arbeitsfront (DAF), dat hier een badhotel wilde laten bouwen, KdF-Seebad Rügen of Kraft durch Freude - Seebad Rügen.
In Prora werd vanaf 1936, in de nazitijd, het gigantische badhotel Prora gebouwd voor het Kraft durch Freude-project. De opdracht voor de bouw werd in 1935 gegeven door Adolf Hitler zelf. In het badhotel van Kraft durch Freude moesten twintigduizend vakantiegangers uit de arbeidersklasse zich kunnen ontspannen. Hitler ging ervan uit dat arbeiders die zich goed konden ontspannen ook sterke zenuwen kweekten. Hij meende dat alleen een volk dat zijn zenuwen beheerst in staat is tot grote prestaties. De militaire leiders destijds dachten ook pragmatisch met het idee het complex tijdens een eventuele oorlog ook als hospitaal te laten dienen.
Het hotel bestaat uit een kilometers lange rij gebouwen langs de kust. Naast Prora in Rügen, dat daadwerkelijk gebouwd werd, voorzag men gelijkaardige project in het arcadische Kolberg, in Oost-Pruisen en aan het Timmendorfer Strand. Op 2 mei 1936 startten de bouwwerkzaamheden. Er werd nog wel een ontwerpwedstrijd uitgeschreven, maar eigenlijk stond al vast dat het complex zou worden getekend door Clemens Klotz, de favoriete architect van DAF-leider Robert Ley. Het DAF was tijdens het nazi-regime de enig toegelaten vakbond. Klotz had zijn strepen al verdiend met de bouw van Burg Vogelsang in de Eifel, een opleidingscentrum voor de ideale ariër. Klotz' ontwerp werd tijdens de Wereldtentoonstelling van 1937 in Parijs bekroond met de Grand Prix voor architectuur.
Klotz ontwierp op de feestzaal na het hele complex. Alles aan het ontwerp was kolossaal, megalomaan en buitenmaats. Hij tekende twee vleugels (noordelijke en zuidelijke vleugel) met ieder vier grote bouwblokken van elk 550 meter lang, in het totaal 4,5 km lang. Het gehele project vormde één lijn die de zachte ronding van de baai volgt. In totaal telde het complex tienduizend tweepersoonskamers, alle naar het oosten gericht met uitzicht op zee. Verder zouden er twee golfslagbaden komen, een theater, een bioscoop en een door Erich zu Putlitz ontworpen feestzaal met 25.000 zitplaatsen. Aan een kade zouden cruiseschepen en zelfs onderzeeërs kunnen afmeren.
De kamers zijn overigens vrij bescheiden wat betreft afmetingen en aard van het meubilair. De afzonderlijke kamers meten 5 bij 2,5 meter, en hadden alleen een bed, een zithoek, en een wastafel en boden alle een zicht op zee. Alle kamers waren voorzien van centrale verwarming en hadden veel weg van kajuiten. De gemeenschappelijke toiletten en badkamers bevonden zich in zijvleugels, loodrecht gesitueerd op de hoofdrichting van het complex. In deze zijvleugels waren ook de trappenhuizen, de liften en de personeelsruimten gesitueerd.
Bij de bouw waren vrijwel alle grote Duitse bouwbedrijven betrokken. Het complex zou in de zomer van 1940 in gebruik worden genomen. Toen in september 1939 de Tweede Wereldoorlog uitbrak, legde men de bouw stil. Acht hotelblokken, het theater en de kade waren op dat moment in ruwbouw klaar. De feestzaal en de golfslagbaden zijn nooit gebouwd. Prora is ook nooit gebruikt voor het doel, waarvoor het werd ontworpen. Het behoort daarom tot de Grote nutteloze werken.
Tijdens de oorlog werd een deel van het complex provisorisch bewoonbaar gemaakt voor de tijdelijke huisvesting van burgers, die de bombardementen op Hamburg waren ontvlucht. Aan het eind van de oorlog was er een opleidingsinstituut voor Flak-helpsters gevestigd.

#### Achterliggend bouwkundig concept
De ontwerper Clemens Klotz was vertrouwd met de nieuwe trend van het modernisme in de architectuur van de jaren 30. Hij kende het idee van de lineaire stad en wat betreft de uitvoering, de repeterende betonbouw op grote schaal. Daarbij gaat het voor het plan Prora om een lineaire stad in één groots bouwvolume. Het geheel is niet opgetrokken in de pseudo-klassieke stijl van Hitlers persoonlijke architect Albert Speer, maar is rationeler van opzet en verwant met de sociale woningbouw van die tijd. Deze had vrij minimalistisch opgevatte plattegronden voor woningen voor het Existenzminimum waarvan het canon uitgewerkt werd in 1936 in Neuferts Bauentwurfslehre.
Klotz' inspiratiebron is het Plan Obus van Le Corbusier. Meer bepaald het ontwerp uit 1930 voorstellende een kilometerslange zeebad-stad voor Algiers met een zogenaamde Rue intérieure of een honderden meters lange doorlopende straat, die men ook aantreft in het complex Prora. Dit idee zal Le Corbusier later nog verder toepassen in zijn Unité d'Habitation in Marseille. Het Prora-plan heeft ook veel weg van de Russische mijnstad Magnitogorsk van de hand van Ivan Leonidov.

### Toestand na de Tweede Wereldoorlog
In mei 1945 werd het complex overgenomen door het Rode Leger, dat er grondbezitters interneerde. Ook werden er verdrevenen uit de Duitse Oostgebieden ondergebracht. Men heeft getracht het geheel af te breken maar het was zo degelijk gebouwd dat men ervan afzag. Tot in 1947 werden delen van het complex ontmanteld om naar de Sovjet-Unie te worden overgebracht. In 1948 werden er Russische soldaten gehuisvest, en daarna de Nationale Volksarmee (NVA), die er een sanatorium en een opleidingsinstituut voor onderofficieren in onderbracht. Ook werden er soldaten van bevrijdingslegers uit de Derde Wereld opgeleid. Na afloop van de Koude Oorlog werd Prora overgedragen aan de Bundeswehr. Eind 1992 verliet het leger het complex.

### Recente ontwikkelingen
Het gebouwencomplex, dat grotendeels leegstond en deels vervallen was tot ruïne, was aanvankelijk na de wende eigendom van het Duitse ministerie van Financiën. Het geheel werd geleidelijk een spookstad aan zee. In het derde blok zijn tegenwoordig ateliers, particuliere musea, een jeugdherberg en horecagelegenheden ondergebracht. Een deel van het complex diende tijdelijk als asielcentrum.
In 2004 werd een prijsvraag gewonnen door het Rotterdamse architectenbureau Atelier Kempe om het geheel een nieuwe bestemming te geven. In 2006 verwierf de Berlijnse vastgoedmakelaar Ulrich Busch twee van de vijf woonblokken maar verkocht nadien een deel van de panden op zijn beurt weer. Begin mei 2012 kwam er weer beweging in het project doordat het Berlijnse vastgoedbedrijf Irisgerd blok I voor 2,75 miljoen euro aankocht met de bedoeling er een hotel in onder te brengen met vakantieverblijven. In december 2014 werd bekend dat het project alsnog voltooid zou worden. Men wil er 160 luxueuze privéwoningen en 110 hotelappartementen in onderbrengen. Er is een wellnesscentrum met parkings en restaurant voorzien. Medio 2018 zijn 2 van de 5 blokken ook in gebruik genomen.

## Locatie

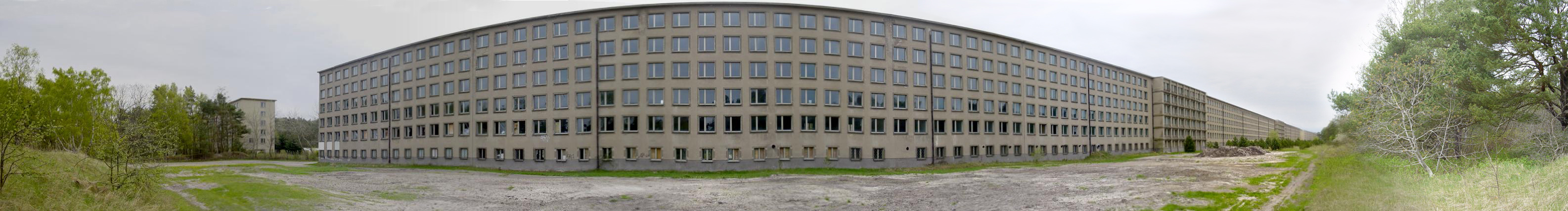
Panorama van een van de hotelblokken

Exacte locatie van het Prora-complex: 54° 26′ 26″ NB, 13° 34′ 23″ OL, gebouwen iets schuin ten noorden en ten zuiden van dit punt.
- Noordelijkste punt: 54° 27′ 39″ NB, 13° 34′ 1″ OL
- Zuidelijkste punt: 54° 25′ 36″ NB, 13° 35′ 3″ OL